# جالیرا

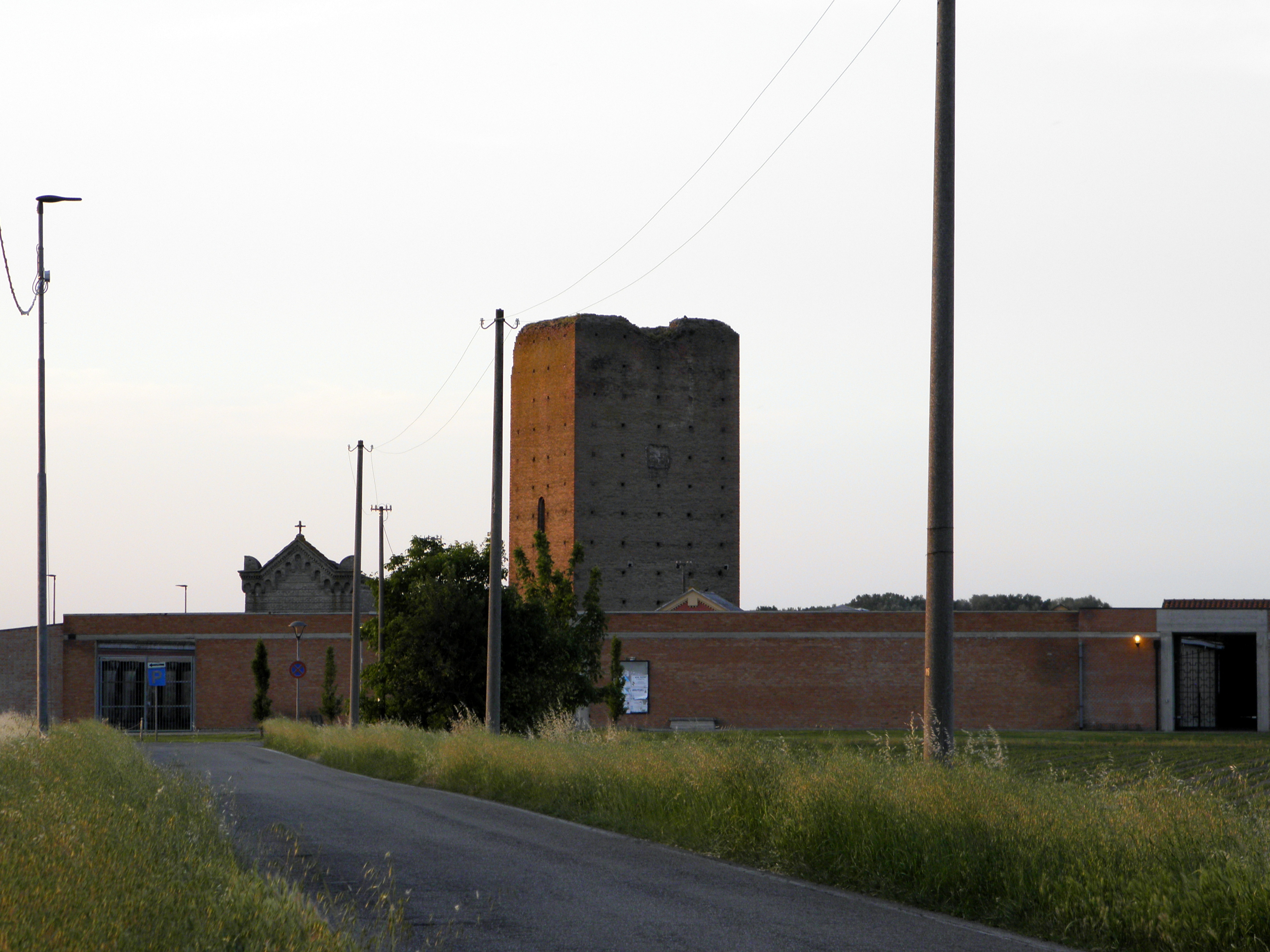
جالیرا در ایتالیا

جالیرا (به ایتالیایی: Galliera) یک کومونه در ایتالیا است که در استان بولونیا واقع شده‌است.

## خصوصیات
جالیرا ۳۷٫۱۶ کیلومترمربع مساحت و ۵٬۵۵۵ نفر جمعیت دارد و ۱۴ متر بالاتر از سطح دریا واقع شده‌است.

## خواهرخوانده
شهر کودروایپو خواهرخواندهٔ جالیرا هست.